# R-7 세묘르카

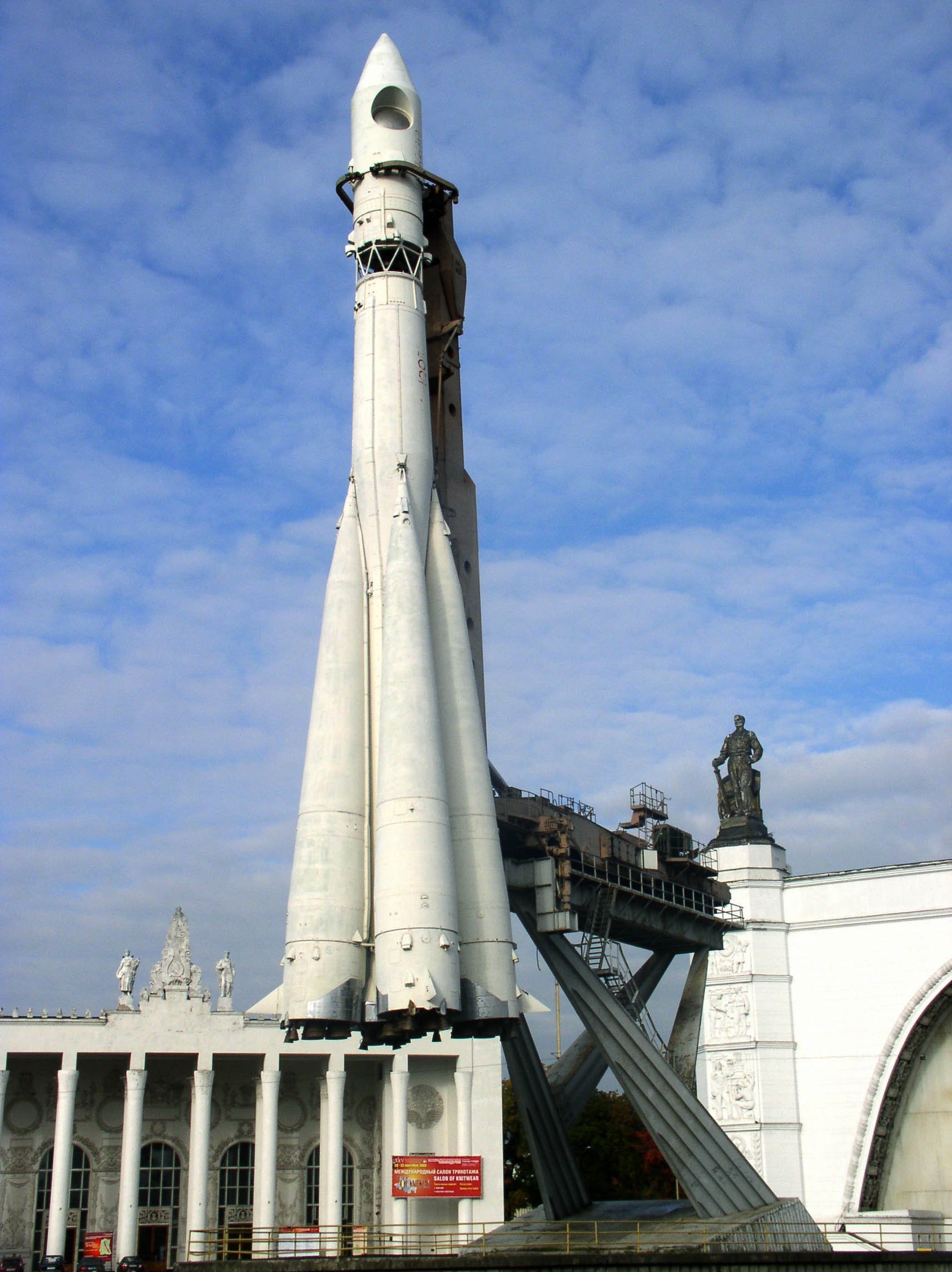
R-7 8K72

R-7 세묘르카(Р-7 Семёрка)는 소련의 대륙간 탄도 미사일이다. 세르게이 코롤료프가 이끄는 OKB-1이 개발하여 1957년 5월 발사한 세계 최초의 대륙간 탄도 미사일이다. 소련의 애칭은 세묘르카(Семёрка, Semyorka)로, 러시아어로 숫자 7을 의미한다. 또한 NATO 코드명은 샙우드다. 미국 국방부의 식별번호는 SS-6이다.
이후 우주 개발에서 사용하는 수많은 파생형 로켓을 탄생시켰고, R-7 계열 로켓인 스푸트니크가 세계 최초의 인공 위성인 스푸트니크 1호를 1957년 10월에 발사시켰다. 같은 R-7 계열의 보스토크가 세계 최초의 유인 우주선인 보스토크 1호를 발사하는 등 소비에트 연방의 우주 개발의 원동력이 되었다.

## 요약
| 보스토크 8K72K                 | 보스토크 8K72K                 | 보스토크 8K72K              |
| ------------------------------ | ------------------------------ | --------------------------- |
|                                |                                |                             |
| 구성                           | 구성                           | 2단 + 탄두                  |
| 부착형 부스터                  | 엔진                           | RD-107-8D74-1959 4기        |
| 추력                           | 추력                           | 970.86 kN×4기 = 3,883.4 kN  |
| 연소시간                       | 연소시간                       | 118초                       |
| 연료                           | 연료                           | 액체 산소/등유              |
| 메인 엔진                      | 엔진                           | RD-108-8D75-1959 1기        |
| 추력                           | 추력                           | 912 kN                      |
| 연소시간                       | 연소시간                       | 301초                       |
| 연료                           | 연료                           | 액체 산소/등유              |
| 최종단                         | 엔진                           | RD-0109 1기                 |
| 추력                           | 추력                           | 54.5 kN                     |
| 연소시간                       | 연소시간                       | 365초                       |
| 연료                           | 연료                           | 액체 산소/등유              |
| Launch Vehicle                 | Launch Vehicle                 | 제1회 발사 1960년 12월 22일 |
| 페이로드 지구 저궤도(LEO) 65도 | 페이로드 지구 저궤도(LEO) 65도 | 4,725 kg                    |
| 페이로드 달 탐사선             | 페이로드 달 탐사선             | 500 kg                      |

R-7은 길이 34m, 직경 3m, 발사중량 280톤인, 액체 산소와 RP-1을 로켓 연료로 사용하는 2단 로켓으로, 사거리는 8800km, 원형 공산 오차는 5km다. R-7A는 길이가 28m로 보다 짧아졌지만, 사정거리는 9500km로 길어졌다.
발사 초기 단계에서 4개의 RD-107 부착형 부스터와 그 중앙에 있는 RD-108 메인 엔진의 총 5개 엔진에 의해 가속된다. RD-107과 RD-108은 기본적으로 동일한 엔진으로, OKB-456(발렌틴 글류스코가 이끄는 설계국)에 의해 설계되었다. 그 크기는 철도에 의한 수송을 고려하여 결정되었다. 한 대의 연료 펌프가 네 개의 연료실/노즐에 연료를 보내는 것이 특징이다. 이것은 연소실의 대형화와 진동을 피하기 위한 방법이다. 제2단에 해당되는 RD-108 엔진은 4개의 노즐과 4개의 자세제어 버니어 노즐을 갖추고 있고, 제1단에 해당되는 RD-107 부스터는 4개의 노즐과 2개의 버니어 노즐을 갖추고 있다. 중심의 RD-108 로켓 주위를 둘러싸둣이 각 부스터의 버니어 노즐이 밖으로 나오도록 하여 4개의 부스터가 연결된다. 각 부스터는 원뿔 모양을 하고 있어, 이 때문에 부스터가 설치된 미사일은 중간부터 아래로 향해 넓어지는 독특한 모양을 가지게 되었다.

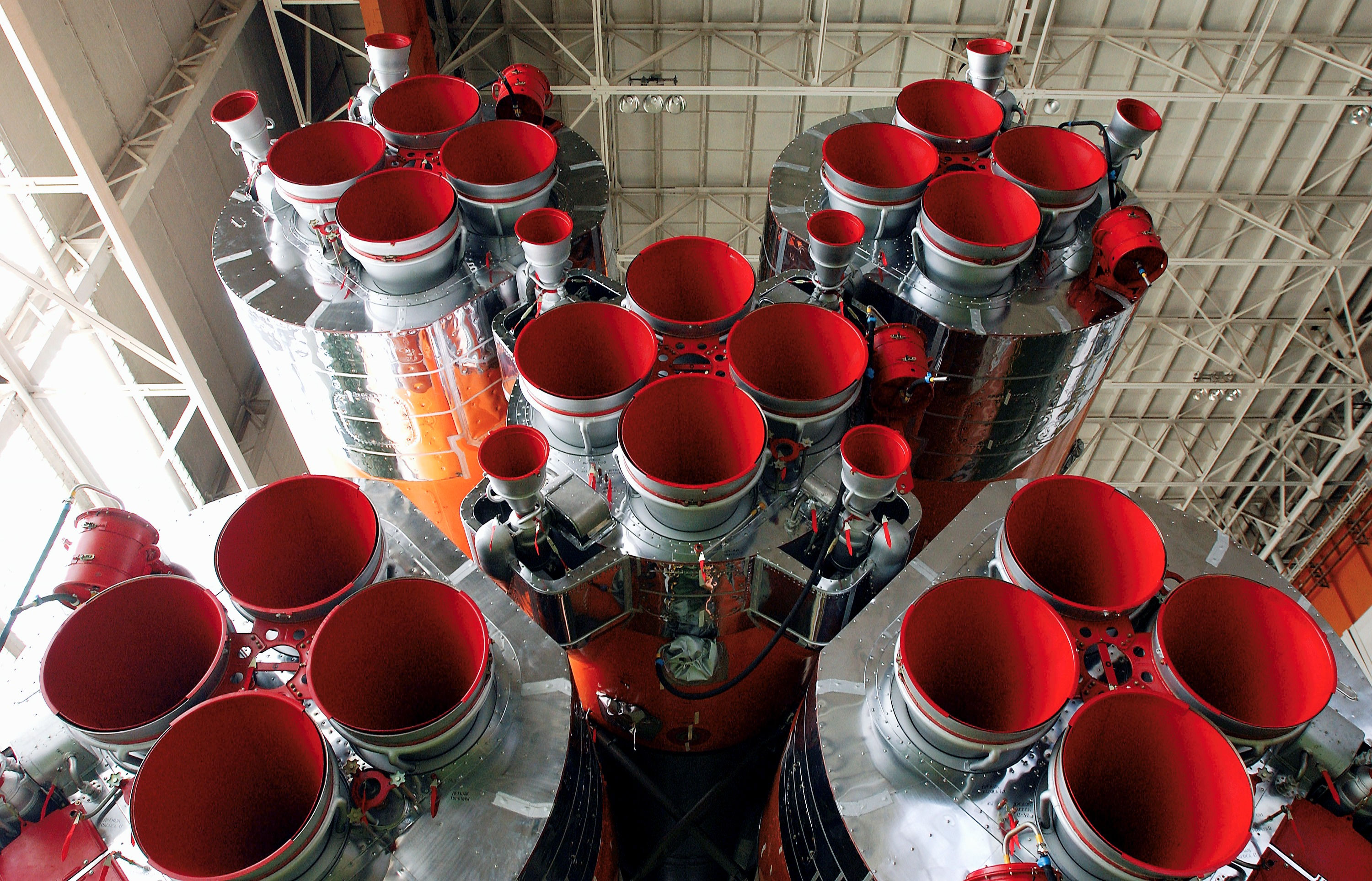
소유스 로켓 엔진

유도 시스템은 R-5R(SS-3 Shyster) 무선 사령 시스템을 바탕으로 한 것으로, 버니어 로켓 제어 기능 관성을 유도했다.
경량화로 인해 부스터의 무게를 로켓 본체가 버틸 수 없었기 때문에, 자립하여 발사되는 서방국가의 미사일과 달리 R-7 로켓은 중간 부분에서 트러스 구조의 튼튼한 기둥에 매달려 발사된다. 이 방식은 튤립(Tyulpan) 발사방식으로 불리며 레닌그라드 금속 주조 공장에서 설계되었다. 로켓 엔진이 점화되고 출력이 로켓의 무게를 지탱할 수 있게 되면, 기둥을 꽃이 피는 것처럼 사방으로 분리한다. 이 광경은 소비에트 연방과 러시아 로켓 발사의 고유한 모습이다.

## 개발
설계는 칼리닌그라드의 OKB-1 및 기타 부서에 의해 1953년에 시작되었다. 정부의 요구 사양은 무게 3천kg의 분리형 탄두를 갖춘, 사정거리 8천km의 170톤짜리 2단 미사일이었다. 같은해 10월 3일에는 세미팔라틴스크 실험장에서의 핵실험 결과에 따라 사양이 변경되었는데, 사정거리는 그대로 두고 탄두 중량은 5500kg으로 증가했다. 따라서 디자인이 크게 변경되었다. 1953년 말에 첫 지상 시험에 이어서 대규모 설계 변경을 한 최종 설계가 승인 된 것은 1954년 5월 20일이었다.
1956년 후반부터 미사일 제작이 현재의 사마라의 첫 항공 공장에서 시작되었다. 첫 번째 미사일은 칼리닌그라드의 제88공장에서 제작된 부품에 의해 조립되었다. 1957년 3월 최초의 미사일 R-7 M1-5가 발사준비 시설에 보내져서 같은해 5월 5일에 발사시설에 보내졌다.
8K71이라는 번호가 붙은 신형 미사일의 첫 번째 테스트는 바이코누르 우주 기지에서 1957년 5월 15일 오후 7시 1분(모스크바 시간)에 시작되었다. 미사일은 발사 후 400km 떨어진 곳에서 부착형 부스터 배관에서의 연료 누출에 의한 추력 감소로 안정을 잃어 추락했다. 6월 11일에 예정된 발사 테스트는 사전 시험을 통해 부스터B 산소 배관 밸브가 얼어서 발사가 중지되었다. 세 번째 발사 테스트는 발사 직전에 연료 계통의 고장에 의해 중단되었고, 로켓을 발사대에서 내려 재점검하였다. 7월 12일에 세 번째 시험 발사가 재개되었지만, 발사 33초 후에 제어 회로의 고장으로 로켓이 안정성을 잃어 추락했다. 8월 21일에 이루어진 네 번째 시험 발사는 처음으로 6천km의 장거리 비행에 성공했다. 이 성공은 8월 26일 이타르타스 통신에 의해 보도되었다.
8K71을 개조한 8K71PS인 스푸트니크 로켓은 바이코누르 기지에서 10월 4일에 스푸트니크 1호를, 11월 3일에 스푸트니크 2호를 궤도에 쏘아올려, 세계 최초의 위성 발사 로켓이 되었다. 이 첫 번째 시험은 디자인의 부분 수정 때문에 1959년 12월까지 종료되지 않았다.
추가 개발의 결과, 새로워진 8K74 로켓은 기존의 8K71 로켓에 비해 더 가볍고 더 우수한 유도장치를 갖추어, 보다 강력한 엔진을 탑재하여 연료 증가가 가능하게 되어 사정거리가 늘어났다. 탄두는 노바야제믈랴 제도에서 1957년 10월부터 1958년까지 시험되어 2.9Mt의 위력을 보였다. 8K71과 8K74는 각각 R-7과 R-7A로 제작되었다. R-7은 31기가 발사되어 그 중 11기가 실패했고, R-7A는 21기가 발사되어 3기가 실패했다.
2008년 기준으로 R-7 로켓 계열 유인 발사체는 다음과 같다.

## 배치
첫 번째 전략 미사일 부대는 1959년 2월 9일에 러시아 서쪽의, 현재의 플레세츠크 우주 기지에 배치되었다. 플레세츠크에 최초의 발사대 LC41이 건설되어 1959년 12월 15일에 R-7A 미사일을 처음 시험했다. 플레세츠크에 4기(LC41, LC16, LC43, ?)와 긴급 대체 기지인 카자흐스탄의 바이코누르에 2기(LC1, LC31)의 총 6기가 운영되었다. 크라스노야르스크의 기지는 계획에 머물렀다. 플레세츠크에는 두 가지의 R-7A 미사일 연대가 있었고, 4기의 미사일은 각각 뉴욕, 워싱턴DC, 로스 앤젤레스, 시카고를 목표로 하고 있었다. 1962년 10월의 쿠바 미사일 위기 때는 실제로 탄두를 실은 미사일이 LC41 발사대에 발사 준비 태세로 배치되기도 했다.
쿠바 미사일 위기 당시 미합중국에서 국내에 배치된 100기 이상의 SM-65 아틀라스 로켓과 타이탄 I 로켓의 시험 배치가 시작되었고 LGM-30 미니트맨, 영국에 60여개 배치된 PGM-17 토르, 터키와 이탈리아에 45기 배치된 PGM-19 주피터가 경고 태세에 들어갔다. 한편 소비에트 연방은 최초의 양산형 ICBM인 R-16(SS-7)의 배치를 시작한 상황이었고, 실제로 개젼이 될 경우 쿠바에 배치된 40기의 R-12를 더해도 미사일 전력만으로 보면 소비에트 연방이 압도적으로 불리한 상황이었다.
발사장 건설 비용이 막대하여 필요한 위치에 거대한 발사장을 건설하는 것은 어려웠다. 각 발사장의 건설에는 당시 소비에트 연방의 방위 예산의 5%에 달하는 5억 루블이 투입되었다. 그러나 이러한 막대한 비용은 1세대 미사일에 공통적으로 적용되어, 미합중국에서도 비슷한 문제가 발생했고, 영국은 고액의 미사일 발사 시설 건설비용 때문에 블루 스트리크 미사일 개발 계획을 포기했다.
비용 외에도 운용상의 약점이 있었다. 거대한 R-7 발사기지는 U-2 정찰기의 상공 정찰에서 숨기기 어려워, 핵전쟁 발발시에 신속하게 파괴될 우려가 있었다. 거대한 R-7은 발사 준비에 약 20시간이 소요되고, 극저온 연료 시스템에 연료를 주입하면서 경보 태세를 며칠 이상 이어갈 수가 없었다. 따라서 소비에트 연방군은 영구적인 경고 태세를 유지하지 못했고, 소비에트 연방이 미합중국의 ICBM에 대항할 기회도 없이 미합중국의 폭격기에 의해 발사 전에 파괴될 수가 있었다.
모든 미사일은 1962년까지 배치되었고, 1968년에는 퇴역했다. 그러나 로켓과 발사대는 우주 개발을 위해 사용되었고, 8K72K 보스토크 우주선과 11A511 소유스 우주선의 기초로 성과를 올렸다.
R-7에서 직접 파생된 기술은 21세기에 접어든 현재에도 여전히 사용되고 있다. 2003년 2월 1일 발생한 우주왕복선 콜롬비아 호의 추락 사고의 영향으로 우주왕복선의 비행을 중지하는 동안, ISS에 물자를 수송하는 책임은 R-7의 직계 후손인 소유스가 맡고 있다.

## 같이 보기
- 스푸트니크 (로켓)
- 보스토크 (로켓)
- 소유스 (로켓)

## 참고 문헌
- McDowell, Jonathan. “Launch List - R-7 Family”. Jonathan's Space Page. 2008년 6월 22일에 원본 문서에서 보존된 문서. 2008년 12월 21일에 확인함.
- Wade, Mark. “Soyuz”. Encyclopedia Astronautica. 2010년 1월 17일에 원본 문서에서 보존된 문서. 2008년 12월 21일에 확인함.